# Маленька міс Бродвей
«Маленька міс Бродвей» (англ. Little Miss Broadway) — американський мюзикл режисера Ірвінга Каммінгса 1938 року.

## Сюжет
Сироту Бетсі Браун випустили з дитбудинку під опіку її дядька, який працює менеджером в пансіонаті для театральних виконавців, більшість з яких залишилися без роботи. Власниця будинку Сара Вендлінг не любить розваги і хоче, щоб дівчинка повернулася до дитячого будинку, а сам пансіонат закрити. Для цього вона вимагала заплатити наперед за оренду, інакше вона виставить мешканців на вулицю. Це дуже великі гроші в ті дні, і Сара Вендлінг в кінцевому підсумку отримує їх, але так сердиться на ситуацію, що має намір знести готель.

## У ролях
- Ширлі Темпл — Бетсі Браун
- Джордж Мерфі — Роджер Вендлінг
- Джиммі Дюранте — Джиммі Клейтон
- Філліс Брукс — Барбара Ши
- Една Мей Олівер — Сара Вендлінг
- Джордж Барбьє — Фіске
- Едвард Елліс — Поп Ши
- Джейн Дарвелл — міс Хатчинс
- Ель Брендел — Оле
- Дональд Мік — Віллоубі Вендлінг

## Музика
Шість пісень були написані Гарольдои Спіна (музика) і Волтером Баллоком (слова) :
- "Little Miss Broadway"
- "Be Optimistic"
- "How Can I Thank You?"
- "We Should Be Together"
- "If All the World Were Paper"
- "Swing Me an Old Fashioned Song"

Інші пісні, що з'являються у фільмі включають:
- "When You Were Sweet Sixteen"